# Почесний нагрудний знак «Почесний десантник»
Почесний нагрудний знак командувача Сухопутних військ Збройних Сил України «Почесний десантник»  — українська відомча нагорода, якою нагороджуються військовослужбовці та працівники Збройних Сил України.

## Історія нагороди
Затверджено наказом начальника Генерального штабу — Головнокомандувача Збройних Сил України від 9 листопада 2010 р. № 185 

## Положення про відзнаку
1. Почесним нагрудним знаком командувача Сухопутних військ Збройних Сил України «Почесний десантник» (далі — нагрудний знак) нагороджуються військовослужбовці та працівники Збройних Сил України за зразкове виконання військового та службового обов'язків, високі досягнення у повсякденній службовій діяльності, вагомий внесок у розбудову та зміцнення боєздатності аеромобільних військ Сухопутних військ Збройних Сил України, активне сприяння вдосконаленню життєдіяльності військ, їх забезпечення, пропагування та примноження героїчних традицій аеромобільних військ Сухопутних військ Збройних Сил України та інші заслуги.
2. Нагородження нагрудним знаком здійснюється з нагоди державних, професійних свят, ювілеїв військових частин (установ), особистих ювілеїв та у разі звільнення: військовослужбовців Збройних Сил України з військової служби за умови позитивної атестації та наявності вислуги років, яка дає право на отримання пенсії;
працівників Збройних Сил України з посад у Збройних Силах України за умови позитивної атестації та наявності трудового стажу на цих посадах не менша ніж 2 роки.
3. Нагрудні знаки у вигляді медалей носяться з лівого боку, а у вигляді значків — з правого боку грудей та розміщуються після заохочувальних відзнак Міністерства оборони України, почесних нагрудних знаків начальника Генерального штабу — Головнокомандувача Збройних Сил України.
Почесний нагрудний знак командувача Сухопутних військ Збройних Сил України «Почесний десантник» (далі — нагрудний знак) виготовляється із жовтого металу і має вигляд п'ятипроменевої двогранної зірки на тлі стилізованих зображень розкритого парашута і двох літаків. У центрі зірки зображення погруддя генерала армії Маргелова В. П., нижче якого фігурна стрічка, покрита емаллю червоного кольору, з написом «МАРГЕЛОВ В. П.». Пружки стрічки та літери напису — жовтого металу.
На зворотному боці нагрудного знака зображення емблеми Командування Сухопутних військ Збройних Сил України, вище якої напис по колу: «ПОЧЕСНИЙ ДЕСАНТНИК», нижче — зображення двох лаврових гілок.
Усі зображення і написи рельєфні.
Розмір нагрудного знака: висота — 36 мм, ширина — 36 мм.
За допомогою вушка з кільцем нагрудний знак з'єднується з прямокутною колодкою, обтягнутою стрічкою. Розмір колодки: висота — 45 мм, ширина — 28 мм. На зворотному боці колодки є застібка для прикріплення нагрудного знака до одягу.
Стрічка нагрудного знака шовкова муарова з поздовжніми смужками — зеленого 3 мм, синього — 10 мм, зеленого — 3 мм кольору. По краям поздовжніх смужок зеленого кольору поперечні смужки блакитного й білого кольору. Довжина поперечних смужок — 6 мм, ширина — 0,5 мм. Ширина стрічки — 28 мм.
Планка нагрудного знака являє собою металеву пластинку, обтягнуту відповідною стрічкою. Розмір планки: висота — 12 мм, ширина — 28 мм.

## Порядок носіння відзнаки
Почесний нагрудний знак командувача Сухопутних військ Збройних Сил України «Почесний десантник» носять з лівого боку грудей після державних нагород України та заохочувальних відзнак Міністерства оборони України або нижче них. За наявності почесного нагрудного знака начальника командувача Сухопутних військ Збройних Сил України «За службу» розміщують після нього.